# Tortugaster fistulatus
Tortugaster fistulatus är en kräftdjursart som beskrevs av Reinhard 1948. Tortugaster fistulatus ingår i släktet Tortugaster och familjen Peltogastridae. Inga underarter finns listade i Catalogue of Life.